# Чувашская Майна
Чувашская Майна (чув. Чӑваш Майни) — село в Алексеевском районе Татарстана. Входит в состав Майнского сельского поселения.

## География
Находится в западной части Татарстана на расстоянии приблизительно 37 км по прямой на юго-восток от районного центра Алексеевское у реки Малый Черемшан.

## История
Основано в начале XVIII века. Упоминалось также как Верхний Малый Черемшан, Студёный Ключ.

## Население
Постоянных жителей было: в 1782 — 69 душ мужского пола, в 1859 — 364, в 1897 — 655, в 1908 — 786, в 1920 — 821, в 1926 — 599, в 1938 — 625, в 1949 и 1958 — по 612, в 1970 — 757, в 1979 — 681, в 1989 — 538, в 2002 — 535 (чуваши 98 %), 516 — в 2010.